# 李進進

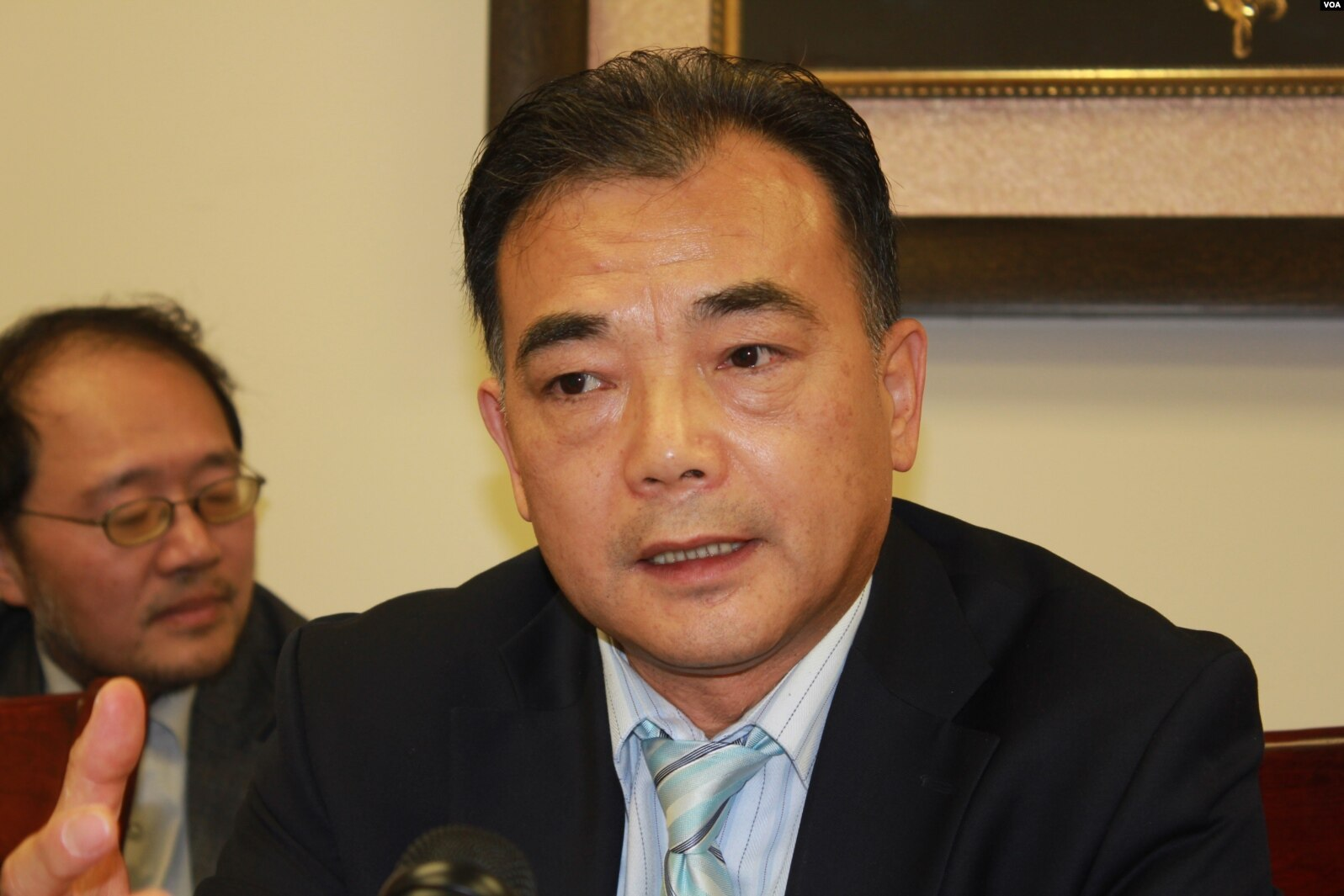
李進進，攝於2015年紀念胡耀邦百年誕辰時

李進進（1955年9月7日—2022年3月14日），湖北武漢人，六四事件學生運動領袖，美國律師。

## 生平
15岁時参加中國人民解放军，退伍后回到武汉成為中華人民共和國人民警察。1978年参加普通高等学校招生全国统一考试，考入湖北財經學院法律系（現名中南財經政法大學，武漢大學法律系於1979年恢復，1980年開始招生），之后在北京大学攻读研究生，並擔任北大研究生会主席。1989年六四期间出任北京工人自治联合会法律顾问。中共鎮壓六四學生運動後李進進被逮捕並被關押了22個月，后来免于起诉並获释。1993年前往美國，出任哥伦比亚大学访问学者。之後又前往威斯康星大学攻读法学博士，获美国法学学位。畢業後擔任美國纽约州执业律师，并出任紀念胡耀邦趙紫陽基金會总裁。李进进擔任律師時為在猎狐行動和天网行动中被中共追捕的中国人提供在美国的法律保护。

## 遇刺
2022年3月14日中午，由於李進進與尋求政治庇護的中国籍女子张晓宁就移民法律案件產生糾紛，張曉寧持刀來到李進進位於紐約皇后区法拉盛的律师事务所將其捅傷，當天中午11時45分左右警方接獲律師樓職員報警。隨後李進進被送往附近紐約長老會皇后醫院，當天12時8分左右傷重不治。李進進生前友人告訴紐約每日新闻，李進進被刺可能與其拒絕為張曉寧代理法律案件有關。

### 兇手
兇手張曉寧是河北邯郸人，1997年生，在北京上学、工作。2021年8月下旬持學生簽證來美，但没有入学，同年9月14日聯合國大會開幕時，在紐約聯合國總部會場外舉牌，控訴自己“曾在北京被關進精神病院”，呼籲外界嚴懲對她性侵的北京警察。後來張曉寧又找到李进进，希望他能為其提供法律帮助。2022年3月11日，張曉寧來到李進進的辦公室吵鬧，在有人報警後，張曉寧離開了辦公室。 李进进遇害后，他的朋友郑存柱在网上发布一段凶手张晓宁与一男子对话的音频。音频显示，该男子批评张晓宁说谎以寻求政治庇护。
在張曉寧被押出警局時，有人以中文問她後不後悔殺人時，她高聲吼叫：“最后悔的就是你们这些叛徒，你们身为中国人却要反共。你们已经害死无数学生，还要害学生。”